# 서대문구청장
서대문구청장은 서울특별시 서대문구의 구청장이다.

## 역대 서대문구청장

### 관선
| 대수 | 이름   | 임기                             | 비고                                |
| ---- | ------ | -------------------------------- | ----------------------------------- |
| 1    | 김복진 | 1949년 10월 1일~1950년 10월 5일  | 1년                                 |
| 2    | 김명회 | 1950년 10월 6일~1954년 3월 17일  | 3년 4개월                           |
| 3    | 원근식 | 1954년 3월 18일~1956년 9월 17일  | 2년 6개월                           |
| 4    | 지성담 | 1956년 9월 18일~1957년 8월 9일   | 1년                                 |
| 5    | 이명세 | 1957년 8월 10일~1959년 8월 24일  | 2년                                 |
| 6    | 조경환 | 1959년 8월 31일~1960년 5월 13일  | 9개월                               |
| 7    | 박뢰양 | 1960년 5월 14일~1960년 12월 28일 | 7개월                               |
| 8    | 정봉화 | 1960년 12월 29일~1961년 6월 20일 | 6개월                               |
| 9    | 기천식 | 1961년 6월 21일~1963년 1월 15일  | 1년 7개월                           |
| 10   | 박언을 | 1963년 1월 16일~1964년 9월 9일   | 1년 8개월                           |
| 11   | 배성환 | 1964년 9월 10일~1966년 4월 27일  | 1년 7개월                           |
| 12   | 김영제 | 1966년 4월 28일~1968년 5월 21일  | 2년                                 |
| 13   | 홍석철 | 1968년 5월 22일~1969년 11월 20일 | 1년 6개월                           |
| 14   | 이상복 | 1969년 11월 21일~1970년 7월 10일 | 8개월                               |
| 15   | 이우영 | 1970년 7월 11일~1971년 6월 21일  | 1년                                 |
| 16   | 한종섭 | 1971년 6월 22일~1972년 7월 8일   | 1년 1개월                           |
| 17   | 안기백 | 1972년 7월 9일~1974년 2월 22일   | 1년 8개월                           |
| 18   | 양재범 | 1974년 2월 23일~1975년 9월 5일   | 1년 7개월                           |
| 19   | 전윤구 | 1975년 9월 6일~1976년 9월 1일    | 1년                                 |
| 20   | 이영화 | 1976년 9월 2일~1978년 5월 30일   | 1년 9개월                           |
| 21   | 도재용 | 1978년 5월 31일~1980년 7월 28일  | 2년 3개월                           |
| 22   | 김두한 | 1980년 7월 29일~1981년 9월 11일  | 1년 1개월                           |
| 23   | 심계섭 | 1981년 9월 12일~1982년 9월 10일  | 1년                                 |
| 24   | 안기호 | 1982년 9월 11일~1985년 3월 14일  | 2년 6개월                           |
| 25   | 김영중 | 1985년 3월 15일~1985년 7월 15일  | 4개월                               |
| 26   | 최상근 | 1985년 7월 16일~1988년 5월 12일  | 2년 10개월                          |
| 27   | 김영근 | 1988년 5월 13일~1989년 5월 16일  | 1년                                 |
| 28   | 황철민 | 1989년 5월 17일~1990년 5월 16일  | 1년                                 |
| 29   | 손장호 | 1990년 5월 17일~1991년 7월 19일  | 1년 2개월                           |
| 30   | 도명정 | 1991년 7월 20일~1993년 3월 16일  | 1년 8개월                           |
| 31   | 김병용 | 1993년 3월 17일~1993년 10월 14일 | 7개월                               |
| 32   | 김태수 | 1993년 10월 15일~1994년 12월 3일 | 1년 2개월                           |
| 33   | 이정규 | 1994년 12월 9일~1995년 3월 19일  | 4개월                               |
| 34   | 조광권 | 1995년 3월 20일~1995년 6월 30일  | 관선 마지막 서대문구청장 3개월 10일 |

### 민선
| 구분 | 성명   | 재임기간                       | 비고           |
| ---- | ------ | ------------------------------ | -------------- |
| 35   | 이정규 | 1995년 7월 1일~1998년 6월 30일 | 민선 1기       |
| 36   | 이정규 | 1998년 7월 1일~2002년 6월 30일 | 민선 2기. 재선 |
| 37   | 현동훈 | 2002년 7월 1일~2006년 6월 30일 | 민선 3기       |
| 38   | 현동훈 | 2006년 7월 1일~2010년 2월 2일  | 민선 4기. 재선 |
| 39   | 문석진 | 2010년 7월 1일~2014년 6월 30일 | 민선 5기       |
| 40   | 문석진 | 2014년 7월 1일~2018년 6월 30일 | 민선 6기. 재선 |
| 41   | 문석진 | 2018년 7월 1일~2022년 6월 30일 | 민선 7기. 3선  |
| 42   | 이성헌 | 2022년 7월 1일~                | 민선 8기       |

## 같이 보기
- 서대문구청장 선거